# Démoni doboz
A Démoni doboz (eredeti cím: The Possession) 2012-ben bemutatott amerikai természetfeletti horrorfilm, melyet Ole Bornedal rendezett,  Sam Raimi, Robert Tapert és J. R. Young produceri segédletével.
Az Amerikai Egyesült Államokban 2012. augusztus 31-én mutatták be, míg Magyarországon három héttel később, szeptember 20-án, a Fórum Hungary forgalmazásában.
A filmet megtörtént események ihlették.

## Cselekmény
A film nyitójelenetében egy középkorú nő áll a nappalijában, és a polcon lévő régi fadobozt nézegeti, amelyen héber felirat van; lengyel mondatot kezd el suttogni és dúdolni: "Zjem twoje serce", ami azt jelenti: "Megeszem a szívedet" (A doboz a két világháború közötti Lengyelországból származik). A nő kalapáccsal készül megsemmisíteni a tárgyat, de az sértetlenül remegni kezd. Képtelen megmozdítani a dobozt, a nő arcának bal oldala pedig megereszkedik, és egy láthatatlan támadó a földre löki, az erő hevesen dobálni kezdi a szobában. Amikor a fia hazaérkezik, az anyját eszméletlenül találja a padlón.
Clyde Brenek kosárlabdaedző (Jeffrey Dean Morgan) és felesége, Stephanie Brenek (Kyra Sedgwick) éppen válófélben vannak, hogy külön utakon folytassák. Lányaik – Emily "Em" és Hannah – a hétvégén segítenek Clyde-nak berendezkedni új otthonában. Egy kirakodóvásáron Em felfedezi ugyanazt a dobozt, amely a középkorú nő nappalijában volt. Miközben Em a kezében tartja a dobozt, benéz a nő otthonának ablakán, és látja, hogy a nő az ágyában fekszik, immár kötszerekbe tekerve, és egy ápolónő látja el. A nő az ablak felé néz, és amikor meglátja, hogy Em a dobozt magánál tartja, rémülten felsikolt, ami megrémíti Em-et. Clyde megveszi neki a tárgyat, de később rájönnek, hogy valamiért nem lehet kinyitni. A kislány aznap este suttogást hall a dobozból. Sikerül kinyitnia, és talál benne egy fogat, egy döglött molylepkét, egy fafigurát és egy gyűrűt, amit viselni kezd. Em magányossá válik,  viselkedése egyre zavaróbb, sőt, a doboz iránti birtoklási vágya is egyre erősödik. Az iskolában erőszakosan megtámadja egyik osztálytársát, amikor az elveszi a dobozát, aminek következtében Clyde, Stephanie, az igazgató és a tanárnő találkozik Emmel. Em tanárnője azt javasolja, hogy töltsön egy kis időt a doboztól távol, ezért azt az osztályteremben hagyják. Aznap este a tanárnő kíváncsi a dobozból jövő rejtélyes zajokra, megpróbálja kinyitni, de egy rosszindulatú erő kidobja őt az ablakon.
Em mesél Clyde-nak egy láthatatlan nőről, aki a dobozban lakik, és aki szerint Em "különleges". A nő viselkedése miatt megijedve Clyde megpróbál megszabadulni a doboztól. A következő, Clyde-nál töltött hétvégéjükön Em a doboz eltűnése miatt egyre idegesebb lesz, és azzal vádolja Clyde-ot, hogy bántalmazza őt. Elmenekül a házból, és visszaszerzi a dobozt. A dobozból származó hang lengyel nyelven kezd el beszélgetni vele, mielőtt látszólag megszállja őt. Clyde elviszi a dobozt egy egyetemi professzorhoz, aki elmondja neki, hogy az egy dybbuk-doboz, amely az 1920-as évekből származik; egy dybbukot, azaz egy kizökkent szellemet tartottak benne, amely olyan erős, mint az ördög. Clyde belép Em szobájába, és a 91. zsoltárt olvassa, míg egy sötét, de láthatatlan erő át nem hajítja a szobán. Clyde ezután egy brooklyni haszid közösséghez utazik, és a rabbi Tzadoktól megtudja, hogy a megszállottságnak három fő szakasza van; a harmadik szakaszban a dybbuk rátapad az emberi gazdatestre, és egyazon entitássá válik vele. A dybbuk legyőzésének egyetlen módja, ha egy megerősített rituáléval visszazárják a dobozba. A doboz további vizsgálata során Tzadok megtudja, hogy a gonosz neve "Abyzou", azaz "Gyermekek szedője".
Em rohamot kap, és kórházba viszik MRI-vizsgálatra. Az eljárás során Stephanie és Hannah elborzadnak, amikor az MRI felvételeken meglátják a dybbuk arcát Em szíve mellett. Clyde és Tzadok csatlakozik a családhoz a kórházban, és megpróbálnak ördögűzést végezni, ami Clyde és a dybbuk közötti küzdelemhez vezet. Clyde túléli a támadást, de a dybbuk átkerül Emről rá. Tzadok sikeres ördögűzést hajt végre; Abyzou kijön Clyde-ból, és visszakúszik a dobozba. A család újra egyesül, Clyde és Stephanie szerelme pedig ismét fellángol.
Tzadok elhajt a dobozzal Clyde járművével, de a kocsinak nekicsapódik egy teherautó, és a férfi meghal. A doboz biztonságban ér földet a roncsoktól nem messze, és Abyzou suttogása hallatszik belőle.

## Szereplők
| Színész             | Szerep              | Magyar hang       |
| ------------------- | ------------------- | ----------------- |
| Jeffrey Dean Morgan | Clyde Brenek        | Haás Vander Péter |
| Kyra Sedgwick       | Stephanie Brenek    | Götz Anna         |
| Madison Davenport   | Hannah Brenek       |                   |
| Natasha Calis       | Emily "Em" Brenek   | Pekár Adrienn     |
| Grant Show          | Brett               | Epres Attila      |
| Matisyahu           | Tzadok Shapir       | Rajkai Zoltán     |
| Jay Brazeau         | McMannis professzor | Forgács Gábor     |
| David Hovan         | Rabbi Adan          |                   |
| Brenda Crichlow     | Miss Shandy         |                   |
| Anna Hagan          | Eleanor             |                   |
| Ella Wade           | Dybbuk (hangja)     |                   |
| Cameron Sprague     | Abyzou              |                   |
| Quinn Lord          | Tanuló              |                   |